# Андре Годен
?
Шарл Андре Годен (фр. Charles André Gaudin; Курбевоа, 1. јул 1875 — ?) је француски веслач, освајач сребрне медаље на Олимпијским играма у Паризу 1900. године у трци скифова.
На Играма, Годен је учествовао само у дисциплини скиф. У четвртфиналу, он је, са резултатом 6:43,0, био други, изгубивши само од каснијег коначног победника трке његовог земљака Ермана Барелеа. У полуфиналу су се такмичили поново у истог групи, а Годен је опет изгубио 8:33,4. У финалној трци, Годен је трећи пут изгобио од Барелеа, овај пут са резултатом 7:41,6, али је освојио сребрну медаљу.